# Широкая (приток Катлычи)
Широкая — река на полуострове Камчатка в России. Длина реки — 28 км. Протекает по территории Усть-Камчатского района.
Начинается из языка ледника Келля на восточном склоне Ключевской Сопки. Течёт вниз по склону на открытом пространстве, в среднем течении входит в область берёзового леса. В низовьях постоянного течения не имеет. Впадает в одно из русел Большой Хапицы — протоку Катлычь — слева на расстоянии 4 км от её устья.
Основной приток — ручей Новый, впадает справа.
По данным государственного водного реестра России относится к Анадыро-Колымскому бассейновому округу.
- Код водного объекта — 19070000112120000017350[2].